# روابط اسرائیل و اسپانیا
اسرائیل و اسپانیا از سال ۱۹۸۶ روابط دیپلماتیک برقرار کرده‌اند. اسرائیل در مادرید سفارت دارد. اسپانیا یک سفارت در تل‌آویو و یک کنسولگری افتخاری در حیفا دارد. همچنین یک سرکنسولگری در اورشلیم وجود دارد که به عنوان نمایندگی دیپلماتیک در شهر اورشلیم (شامل بیت‌المقدس غربی و شرقی)، غزه و سرزمین‌های کرانه باختری عمل می‌کند. علاوه بر اینکه هر دو کشور عضو سازمان ملل هستند، هر دو کشور عضو اتحادیه مدیترانه هم می‌باشند.

## پیوندهای مذهبی و فرهنگی
بسیاری از اسرائیلی‌ها از یهودیان سفاردی هستند که از نظر فرهنگی با شبه‌جزیره ایبری مرتبط بوده و در اواخر قرن پانزدهم یهودیان از آنجا رانده شدند. بسیاری از اسرائیلی‌ها نیز از اصل و نسب یهودیان اسپانیایی و پرتغالی، قبل از اخراج یهودیان از شبه جزیره ایبری هستند. برخی از اسرائیلی‌ها امروزه در اسپانیا زندگی می‌کنند، و همچنین یک جامعه کوچک یهودی معاصر در اسپانیا وجود دارد. بسیاری از مردم اسپانیا نیز دارای منشأ کونفرسوس یا مارانو هستند، با مطالعه‌ای که اخیراً انجام گرفت تعداد آنها را تا ۲۰ درصد برآورد کرده است. یک روزنامه اسرائیلی به نام معاریو اشاره کرد که خوزه لوئیز رودریگز ساپاترو اظهار کرده است که خانواده او یهودی‌تبار هستند و احتمالاً از یهودیان مارانو می‌باشند.
به مناسبت بیست و پنجمین سالگرد روابط دیپلماتیک و فرهنگی بین اسپانیا و اسرائیل، موزه دل پرادو در مادرید یک تابلو اثر ال گرکو را به موزه اسرائیل در اورشلیم امانت داد. برنامه شب ویژه‌ای با حضور اسحاق نافون، پنجمین رئیس‌جمهور اسرائیل و آلوارو ایرانزو گوتیرز (Alvaro Iranzo Gutierrez) سفیر اسپانیا در اسرائیل برگزار شد.